# Anton Ivarsson
Anton Ivarsson (* 27. Januar 2001 in Östersund, Jämtlands län) ist ein schwedischer Biathlet. Er wurde 2024 Europameister mit der Single-Mixed-Staffel.

## Sportliche Laufbahn
Anton Ivarsson hatte seine ersten internationalen Auftritte beim Olympischen Jugendfestival im Februar 2019, verpasste in den Einzelrennen aber Top-20-Plätze. Im Folgejahr nahm er erstmals an Jugendweltmeisterschaften teil und wurde 18. im Einzel sowie Achter mit der Juniorenstaffel. Seine ersten Einsätze auf Seniorenniveau bekam der Schwede bei den Europameisterschaften 2021 im polnischen Duszniki-Zdrój, wurde aber trotz 19 Treffern im Einzel nur 46. Bei den Juniorenweltmeisterschaften ging es mit der Staffel erneut unter die besten Zehn, seine ersten IBU-Cup-Wettkämpfe endeten außerhalb der Verfolgungsränge. Seine ersten Ranglistenpunkte auf der zweiten Wettkampfebene gewann Ivarsson als 32. des Kurzeinzels im Januar 2022 in Osrblie, bei der Junioren-WM resultierte im Einzel dank fehlerfreiem Schießen Platz 7.
Für den Winter 2022/23 wurde Ivarsson in die schwedische B-Mannschaft (Team Autoexperten) aufgenommen und zeigte vor allem läuferisch extreme Fortschritte. Er erzielte mit Ausnahme eines Sprints in jedem Wettkampf Punkte, davon insgesamt acht Top-20-Plätze. In Osrblie lief er mit Oskar Brandt, Sara Andersson und Felicia Lindqvist im Mixedrennen zu seinem ersten IBU-Cup-Podestplatz, Anfang Februar resultierte trotz eines Schießfehlers im Sprint von Obertilliach hinter Vebjørn Sørum und Endre Strømsheim auch sein erstes Individualpodest. Seine stärksten Leistungen zeigte der Schwede aber bei den Europameisterschaften in der Lenzerheide, als er in Sprint und Verfolgung auf die Ränge 12 und 10 lief und mit Tilda Johansson, Stina Nilsson und Malte Stefansson die Bronzemedaille im Mixedstaffelbewerb gewann. Dabei hatte er die Position des Schlussläufers inne und verwirklichte das Ergebnis mit der schnellsten Kurszeit aller Athleten.
Im November 2023 gewann Ivarsson in Idre vor Sebastian Samuelsson überraschend den schwedischen Meistertitel im verkürzten Einzelwettkampf und gab kurz darauf in Östersund sein Debüt im Weltcup. Dort konnte er zunächst nicht überzeugen, lief ab Anfang Januar 2024 wieder im IBU-Cup und erreichte dort im Saisonverlauf zwei achte Plätze und Rang 11 im Einzel der Europameisterschaften. Ebenfalls bei der EM siegte der Schwede zudem recht überraschend an der Seite von Sara Andersson im Single-Mixed-Bewerb, nachdem die Norwegerin Emilie Kalkenberg beim letzten Stehendanschlag eine Strafrunde geschossen hatte und Andersson infolgedessen als erste die Ziellinie überquerte. Im März des Jahres war Ivarsson wieder Teil des Weltcupteams und verpasste in Canmore mit den Plätzen 42 und 41 in Sprint und Verfolgung erste Ranglistenpunkte knapp. Nach vier ernüchternden Rennen zu Beginn des Weltcupwinters 2024/25 startete er nach einer krankheitsbedingten Pause im Januar 2025 für den Rest der Saison erneut im IBU-Cup und erreichte mit Ausnahme der EM-Rennen durchgehend die Punkteränge. Höhepunkt war dabei ein vierter Platz beim Sprint in Ridnaun.

## Statistiken

### Weltcupplatzierungen
Die Tabelle zeigt alle Platzierungen (je nach Austragungsjahr einschließlich Olympische Spiele und Weltmeisterschaften).
- 1.–3. Platz: Anzahl der Podiumsplatzierungen
- Top 10: Anzahl der Platzierungen unter den ersten zehn (einschließlich Podium)
- Punkteränge: Anzahl der Platzierungen innerhalb der Punkteränge (einschließlich Podium und Top 10)
- Starts: Anzahl gelaufener Rennen in der jeweiligen Disziplin
- Staffel: inklusive Mixed- und Single-Mixed-Staffeln

| Platzierung               | Einzel | Sprint | Verfolgung | Massenstart | Staffel | Gesamt |
| ------------------------- | ------ | ------ | ---------- | ----------- | ------- | ------ |
| 1. Platz                  |        |        |            |             |         |        |
| 2. Platz                  |        |        |            |             |         |        |
| 3. Platz                  |        |        |            |             |         |        |
| Top 10                    |        |        |            |             |         |        |
| Punkteränge               |        |        |            |             |         |        |
| Starts                    | 3      | 7      | 1          |             |         | 11     |
| Stand: Saisonende 2024/25 |        |        |            |             |         |        |

### Jugend-/Juniorenweltmeisterschaften
Ivarsson nahm 2020 an den Jugend-, ab 2021 an den Juniorenwettkämpfen teil.
| Weltmeisterschaften | Weltmeisterschaften | Einzelwettbewerbe | Einzelwettbewerbe | Einzelwettbewerbe | Staffelwettbewerbe | Staffelwettbewerbe |
| Jahr                | Ort                 | Einzel            | Sprint            | Verfolgung        | Herrenstaffel      | Mixedstaffel       |
| ------------------- | ------------------- | ----------------- | ----------------- | ----------------- | ------------------ | ------------------ |
| 2020                | Lenzerheide         | 18.               | 30.               | 22.               | 8.                 | nicht ausgetragen  |
| 2021                | Obertilliach        | 52.               | 46.               | 35.               | 9.                 | nicht ausgetragen  |
| 2022                | Soldier Hollow      | 7.                | 36.               | 31.               | DNF                | nicht ausgetragen  |
| 2023                | Schtschutschinsk    | –                 | –                 | –                 | –                  | 5.                 |

### IBU-Cup-Siege
| Nr. | Datum         | Ort          | Disziplin              |
| --- | ------------- | ------------ | ---------------------- |
| 1.  | 28. Jan. 2024 | Osrblie (EM) | Single-Mixed-Staffel 1 |